# Серебряно-Виноградный пруд
Серебряно-Виноградный пруд — водоём на востоке Москвы, в пойме реки Серебрянки, рядом с Первомайской улицей и станцией метро «Партизанская». Один из старейших прудов Москвы, известен с XIV века.

## Описание
Площадь пруда составляет 17,5 га, средняя глубина — 2,5 метра, дно песчаное, пологое. Форма пруда — кольцевая, длина — 2,3 км. Ширина варьирует от 15-45 м в южной части, в пойме реки Серебрянки, до 170 — в западной. Питание происходит за счёт грунтовых и поверхностных вод, а также из системы Московского водопровода. Берега укреплены железобетонными плитами.

## История
История пруда отсчитывается с начала 1660-х годов. Тогда Измайловскую вотчину царя Алексея Михайловича начали превращать в передовое по тем временам хозяйство: создавать сады и оранжереи, обустраивать охотничьи угодья и засевать поля. В русле протекающей там речки Серебрянки построили несколько плотин и создали многочисленные пруды: Лебедянский, Просянский, Измайловский, Серебряный (Иловайский), Виноградный, на них установили водяные мельницы и проложили от них водопроводы.
Спустя несколько лет русло реки Серебрянки углубили и создали Виноградный пруд — названный так потому, что в плодовых садах Измайлова выращивались различные южные фрукты и овощи, в том числе виноград. В месте впадения в этот пруд речки Стеклянки (или Хохловки) была сооружена вторая плотина. Третья плотина, под названием Вислая, была устроена у западного края Серебряного пруда, таким образом соединив его с Виноградным и замкнув водяное кольцо вокруг участка суши — Измайловского острова. Царь Алексей Михайлович повелел выстроить на нём свою новую резиденцию и соединить её с остальной землёй большим белокаменным мостом.
По Серебряно-Виноградному пруду совершил свое первое плавание юный Пётр I на ботике. Для этого на Серебрянке была сооружена ещё одна плотина — Просянская.

### XX век
После революции 1917 года плотины убрали, на их месте построили мосты.
В середине 1960-х годов на острове провели реставрацию оставшихся строений, построили стадион и спортивные площадки. В пруду очистили дно, укрепили берега, построили две лодочные станции, оборудовали зоны отдыха и городской пляж. Вокруг пруда расположен крупнейший московский городской лесопарк площадью 1180 га, территория бывшей царской усадьбы.
В 1964 году на месте старого деревянного моста был сооружён 1-й Бауманский мост, который связывает городок им. Баумана с Измайловским шоссе. Ещё один из мостов, соединяющий остров с берегом, выгнут в форме арки. Из-за своеобразной формы этого моста появилась городская легенда: если влюблённая пара заплывёт под мост и выкрикнет свои имена, то, услышав чистое эхо, будет жить в любви и согласии.
В 1987 году долина реки Серебрянки была объявлена памятником природы.

## Современность
По данным Роспотребнадзора на лето 2016 года купание в зоне пруда запрещено из-за плохого качества воды. Однако в зимнее время в пруду ежегодно проходят крещенские купания.

## Фотогалерея
- Арочный мост
- Вид на Измайловский кремль
- Серебряно-Виноградный пруд
- Вид на Кремль со 2-го Бауманского моста
- Часть старой плотины